# Marysin (województwo dolnośląskie)
Marysin – osada w Polsce, położona w województwie dolnośląskim, w powiecie górowskim, w gminie Wąsosz.
Wchodzi w skład sołectwa Drozdowice Wielkie.
Do 2024 r. miejscowość była przysiółkiem wsi Drozdowice Wielkie. W latach 1975–1998 przysiółek należał administracyjnie do województwa leszczyńskiego.